# PRB (entreprise)
Pour les articles homonymes, voir PRB.
PRB (Produits de Revêtement du Bâtiment) est une entreprise française de fabrication d'enduits située aux Achards, dans le département de la Vendée.
C'est une des entreprises les plus importantes de la commune et le premier employeur privé.

## Histoire
L'entreprise a été créée en 1975 et la famille du fondateur était l'unique majoritaire au capital.
En 2022, la famille Laurent quitte la direction de la société et Holcim, devient l'unique actionnaire du groupe PRB. 

## Production
Troisième producteur de produits mortiers hydrauliques en France, PRB est une entreprise vendéenne qui développe depuis plus de 40 ans des produits pour tous les prescripteurs et professionnels du bâtiment. Acteur historique de la  façade, l’entreprise propose également une grande diversité de produits dans les gammes colles et sols, peintures, isolation et mortiers spéciaux. 
Depuis plusieurs années, l’entreprise s’engage aussi à réduire ses émissions de gaz à effet de serre et propose une gamme complète « Responsable & Durable » avec des produits éco-conçus dont l’empreinte carbone est réduite pour un meilleur respect de l’environnement. 

## Sponsoring
PRB est un sponsor historique de la course au large en catégorie 60 pieds IMOCA, en tant que partenaire principal des navigateurs Jean-Yves Hasselin en 1992, Isabelle Autissier de 1996 à 1999, Michel Desjoyeaux de 1999 à 2001, Vincent Riou de 2001 à 2019, Kevin Escoffier de 2019 à juin 2023, puis depuis septembre 2023, Nicolas Lunven et Rosalin Kuiper. PRB a gagné deux fois le Vendée Globe, d’abord avec Michel Desjoyeaux en 2001 puis avec Vincent Riou en 2005. 
Après le naufrage du voilier de Kevin Escoffier pendant le Vendée Globe 2020-2021, le groupe annonce en mai 2021 la construction d'un nouvel IMOCA à foils, conçu par l'architecte Guillaume Verdier,. Le sixième Imoca PRB est mis à l'eau début mai 2022. Trois mois plus tard, du fait de l'acquisition de PRB par Holcim, il devient Holcim-PRB, et participe à The Ocean Race 2023.
Nicolas Lunven, nouveau skipper Holcim-PRB participera à sa première course sur l’IMOCA PRB en solitaire le 26 novembre 2023 lors de la course Retour à la base (Martinique/Lorient).
PRB a également été sponsor de Damien Guillou lors de sa participation à la 3e Golden Globe Race en 2022, la plus longue épreuve sportive au monde, en solitaire, sans escale, sans assistance et sans aucune technologie moderne.